# 5 (Album)
5 ist das fünfte Studioalbum des US-amerikanischen Rockmusiker Lenny Kravitz aus dem Jahr 1998.

## Entstehung
Bei der Produktion des Albums arbeitete Kravitz mit Synthesizern und Loops, die dem Album einen moderneren Klang verleihen sollten. Musikalisch waren die Stücke allerdings eher von den 1970er-Jahren inspiriert und kombinierten etwa Funk-Elemente mit Kravitz’ Rock-Stil. Das Lied American Woman wurde auch als Soundtrack zum Film Austin Powers – Spion in geheimer Missionarsstellung verwendet.

## Titelliste
1. Live (Kravitz, Ross) – 5:12
2. Supersoulfighter – 4:58
3. I Belong to You – 4:17
4. Black Velveteen – 4:48
5. If You Can’t Say No – 5:17
6. Thinking of You (Kravitz, Trenier) – 6:24
7. Take Time – 4:31
8. Fly Away – 3:41
9. It’s Your Life – 5:02
10. Straight Cold Player – 4:19
11. Little Girl’s Eyes – 7:44
12. You're My Flavor – 3:48
13. Can We Find a Reason – 6:24
14. American Woman (Bachman, Cummings, Kale, Peterson) – 4:21 (nur auf der Wiederveröffentlichung)
15. Without You – 4:47 (nur auf der Wiederveröffentlichung)

## Rezeption

### Preise
Für den Titel Fly Away und seiner Coverversion zu American Woman, ursprünglich von The Guess Who, gewann Kravitz den Grammy Award for Best Male Rock Vocal Performance.

### Rezensionen
Stephen Thomas Erlewine von Allmusic schrieb, das Album beinhalte einige passable Stücke, aber es falle hinter die Melodien zurück, die seine ersten drei Platten so erfreulich machten.

## Kommerzieller Erfolg

### Chartplatzierungen
5 avancierte zum Nummer-eins-Album in Österreich. Das Album platzierte sich dort eine Woche sowie fünf Wochen in den Top 10 und 48 in den Charts. Darüber hinaus erreichte es Top-10-Platzierungen in der Schweiz (Rang 3) oder auch Deutschland (Rang 6). Zudem erreichte das Album Rang 18 im Vereinigten Königreich sowie Rang 28 der US-amerikanischen Billboard Hot 100.
| ChartsChartplatzierungen       | Höchstplatzierung | Wochen |
| ------------------------------ | ----------------- | ------ |
| Deutschland (GfK)              | 6 (67 Wo.)        | 67     |
| Österreich (Ö3)                | 1 (48 Wo.)        | 48     |
| Schweiz (IFPI)                 | 3 (66 Wo.)        | 66     |
| Vereinigte Staaten (Billboard) | 28 (110 Wo.)      | 110    |
| Vereinigtes Königreich (OCC)   | 18 (19 Wo.)       | 19     |

| ChartsJahrescharts (1998) | Platzierung |
| ------------------------- | ----------- |
| Deutschland (GfK)         | 37          |
| Österreich (Ö3)           | 21          |
| Schweiz (IFPI)            | 31          |

| ChartsJahrescharts (1999) | Platzierung |
| ------------------------- | ----------- |
| Deutschland (GfK)         | 22          |
| Österreich (Ö3)           | 30          |
| Schweiz (IFPI)            | 32          |

### Auszeichnungen für Musikverkäufe
| Land/Region                  | Auszeichnungen für Musikverkäufe (Land/Region, Auszeichnung, Verkäufe) | Verkäufe  |
| ---------------------------- | ---------------------------------------------------------------------- | --------- |
| Argentinien (CAPIF)          | Gold                                                                   | 30.000    |
| Australien (ARIA)            | Platin                                                                 | 70.000    |
| Dänemark (IFPI)              | Platin                                                                 | (50.000)  |
| Deutschland (BVMI)           | Gold                                                                   | (250.000) |
| Europa (IFPI)                | 2× Platin                                                              | 2.000.000 |
| Frankreich (SNEP)            | 2× Gold                                                                | (200.000) |
| Irland (IRMA)                | Gold                                                                   | (7.500)   |
| Israel (IFPI)                | Gold                                                                   | (10.000)  |
| Italien (FIMI)               | 2× Platin                                                              | (200.000) |
| Japan (RIAJ)                 | Platin                                                                 | 200.000   |
| Kanada (MC)                  | Platin                                                                 | 100.000   |
| Kroatien (HDU)               | Silber                                                                 | (3.000)   |
| Neuseeland (RMNZ)            | Platin                                                                 | 15.000    |
| Niederlande (NVPI)           | Gold                                                                   | (40.000)  |
| Norwegen (IFPI)              | Gold                                                                   | (25.000)  |
| Österreich (IFPI)            | Gold                                                                   | (25.000)  |
| Polen (ZPAV)                 | Gold                                                                   | (50.000)  |
| Portugal (AFP)               | Platin                                                                 | (40.000)  |
| Schweden (IFPI)              | Gold                                                                   | (50.000)  |
| Schweiz (IFPI)               | 3× Gold                                                                | (75.000)  |
| Singapur (RIAS)              | Gold                                                                   | 7.500     |
| Tschechien (IFPI)            | Gold                                                                   | (5.000)   |
| Spanien (Promusicae)         | Platin                                                                 | (100.000) |
| Vereinigte Staaten (RIAA)    | 2× Platin                                                              | 2.000.000 |
| Vereinigtes Königreich (BPI) | Platin                                                                 | (300.000) |
| Insgesamt                    | 1× Silber · 14× Gold · 15× Platin ·                                    | 4.422.500 |

Hauptartikel: Lenny Kravitz/Auszeichnungen für Musikverkäufe